# Sonny Rønne Pedersen
Sonny Rønne Pedersen (født 28. august 1967 på Vesterbro, Danmark) er en dansk tv-vært og vinder af Robinson Ekspeditionen 2000. Han er nok en af de mest kendte Robinsondeltagere gennem tiderne, på grund af sine snilde og usportslige taktik ved blandt andet at bryde de rituelle regler med vilje. Han har blandt andet været tv-vært på TV3 serien Farmen.

## Robinson Ekspeditionen 2002
Han deltog også i Robinson Ekspeditionen 2002 og klarede sig godt igennem, men røg ud inden finalen. I den ekspedition lod han og hans allierede Dan Marstrand sig tabe en Robinson-dyst om hvilket hold, der hurtigst kunne spise flest ulækre ting. Ved at tabe Robinson-dysten og dermed bringe deres hold i Ørådet, fik de mulighed for sammen med deres to andre allierede i den såkaldte Burgerbande at stemme en af de farligere konkurrenter, Biker Jens, ud. Det fik Sonny ikke meget ud af, da han var den næste der røg ud. Sonny havde to chancer for at få en talisman og blive fredet. Første gang var i kappestriden, hvor deltagerne skulle lægge puslespil og anden gang i Robinson-dysten, hvor de skulle huske tal og dernæst på en "hukommelsesforhindringsbane". Tiden var løbet ud for Sonny, der var oppe mod en overmagt i form af Gual-holdet og den kommende vinde Henrik Ørum. Den tidligere Robinson-vinder fik flest stemmer og måtte forlade ekspeditionen.
Sonny er nuværende kreativ direktør i en reklame virksomhed, der hedder BBA og lever sammen med sin 16-årige søn Benjamin på Vesterbro.